# Cosmopolis (film)
Cosmopolis – francusko-kanadyjsko-portugalski thriller z 2012 roku w reżyserii Davida Cronenberga. Film powstał na podstawie powieści Dona DeLilla pod tym samym tytułem, która została wydana w 2003 roku.
Film miał premierę 25 maja 2012 roku podczas 65. Międzynarodowego Festiwalu Filmowego w Cannes. W Polsce premiera filmu odbyła się 22 czerwca 2012 roku.
Mottem filmu jest cytat z wiersza Raport z oblężonego miasta Zbigniewa Herberta:  jednostką obiegową stał się szczur.

## Opis fabuły
Eric Packer (Robert Pattinson) jest 28-letnim miliarderem, prezesem wielkiej korporacji. Majątku dorobił się na spekulacjach walutowych. Potrafi dla kaprysu kupić bombowiec nuklearny i w kilka godzin roztrwonić gigantyczną sumę. Przemierza Manhattan w opancerzonej i naszpikowanej elektroniką limuzynie, która jest nie tylko jego biurem, ale też drugim domem. Samochód ma zawieźć go na drugi koniec świata, do fryzjera. Podróż się przedłuża. Eric śledzi kursy walut, a szczególnie chińskiego yuana, od którego zależy przyszłość jego imperium. Tymczasem ulice Nowego Jorku stają się coraz bardziej zatłoczone. Przez Manhattan przejeżdża kawalkada samochodów, eskortujących limuzynę amerykańskiego prezydenta, przechodzi tłum protestujących anarchistów i kondukt pogrzebowy rapera, który należał do ulubionych gwiazd Erica. Gdy wreszcie bohaterowi udaje się dotrzeć do celu podróży, sytuacja staje się niebezpieczna.

## Obsada
- Robert Pattinson jako Eric Packer
- Jay Baruchel jako Shiner
- Paul Giamatti jako Benno Levin
- Kevin Durand jako Torval
- Juliette Binoche jako Didi Fancher
- Samantha Morton jako Vija Kinsky
- Sarah Gadon jako Elise Shifrin
- Mathieu Amalric jako André Petrescu
- K'Naan jako Brutha Fez
- Emily Hampshire jako Jane Melman
- Patricia McKenzie jako Kendra Hays